# A magyar labdarúgó-válogatott 2012. szeptember 7-i mérkőzése
A magyar labdarúgó-válogatott világbajnoki-selejtező mérkőzése Andorra ellen, 2012. szeptember 7-én. A végeredmény 5–0 lett a magyar csapat javára.

## Előzmények
A magyar labdarúgó-válogatott ötödszörre lépett pályára 2012-ben, és az andorraiak elleni mérkőzéssel megkezdte szereplését a 2014-es labdarúgó-világbajnokság-selejtezőjében.
A korábbi esetekben a harmadik hely előrelépést jelentett, ezért lehetett részsikerként elkönyvelni, noha az is kiesést ért. Az előző Eb-selejtezőn megszerzett harmadik hely után viszont ez már nem siker. Szeretnénk előrelépni, azaz a cél a második, vélhetően pótselejtezőt érő pozíció. (...) A második pozícióért négy válogatott lehet harcban, a miénken kívül a török, a román és az észt. Vélhetően nagy körbeverés lesz a csapatok között, nagyon kiélezett küzdelemre számítok, ezért rendkívül sokat jelenthet a továbbjutás szempontjából, ha valamely gárdának sikerül pontot rabolnia a hollandoktól.
Az andorrai válogatott legutóbb 2012. augusztus 14-én, Liechtenstein ellen játszott, és szenvedett 1–0-s vereséget.
A magyar válogatott fizikálisan előrébb jár nálunk, hiszen a játékosai már három-négy bajnoki mérkőzésen túl vannak klubcsapataikban. Szóval az ellenfelünk ebben a tekintetben biztosan egy kis előnyben lehet majd (...) Meg akarjuk mutatni, hogy egy andorrai csapat is képes kombinatív, veszélyes futballra, és olyan versenyképesek akarunk lenni, amennyire csak lehet.

## Keretek
Egervári Sándor, a magyar labdarúgó-válogatott szövetségi kapitánya, augusztus 27-én hirdette ki 23 főből álló keretét a szeptemberi vb-selejtezőkre. A csapatba visszatért a korábbi csapatkapitány, Gera Zoltán is. Később több cserét kellett végrehajtani a keretben, sérülések miatt. Pintér Ádám és Szabics Imre helyére Koltai Tamás, illetve Gyömbér Gábor került be a keretbe.
Koldo Álvarez, Andorra szövetségi kapitánya, szeptember 6-án véglegesítette keretét.
| Andorra            | Andorra | Andorra | Andorra | Andorra          |
| Név                | Kor     | Vál.    | Gól     | Klub             |
| ------------------ | ------- | ------- | ------- | ---------------- |
| Josep Gómes        | 26 éves | 25      | 0       | Carabanchel      |
| Iván Perianez      | 30 éves | 0       | 0       | Sant Julià       |
| Ferran Pol         | 29 éves | 3       | 0       | FC Andorra       |
| Emili García       | 23 éves | 12      | 0       | FC Andorra       |
| Ildefons Lima      | 32 éves | 74      | 7       | US Triestina     |
| David Maneiro      | 23 éves | 4       | 0       | FC Andorra       |
| Alexandre Martínez | 25 éves | 7       | 0       | UE Santa Coloma  |
| Moises San Nicolas | 18 éves | 0       | 0       | FC Andorra       |
| Óscar Sonejee      | 36 éves | 90      | 3       | FC Santa Coloma  |
| Josep Ayala        | 32 éves | 63      | 0       | FC Andorra       |
| Marc García        | 24 éves | 5       | 0       | UE Vic           |
| Víctor Moreira     | 29 éves | 6       | 0       | Lusitans         |
| Carlos Peppe       | 29 éves | 5       | 0       | Sant Julià       |
| Marc Pujol         | 30 éves | 52      | 2       | FC Andorra       |
| Adrián Rodrigues   | 24 éves | 3       | 0       | CD Huracán Z     |
| Marc Vales         | 22 éves | 22      | 0       | Real Madrid C    |
| Márcio Vieira      | 27 éves | 42      | 0       | Atlético Monzón  |
| Ludovic Clemente   | 26 éves | 2       | 0       | FC Andorra       |
| Sebastián Gómez    | 28 éves | 14      | 0       | FC Andorra       |
| Iván Lorenzo       | 26 éves | 6       | 0       | UD Alcampell     |
| Sergi Moreno       | 24 éves | 41      | 0       | Hellín Deportivo |
| Fernando Silva     | 35 éves | 48      | 2       | Guadiana         |
| Joan Toscano       | 28 éves | 20      | 0       | FC Andorra       |

| Magyarország     | Magyarország | Magyarország | Magyarország | Magyarország          |
| Név              | Kor          | Vál.         | Gól          | Klub                  |
| ---------------- | ------------ | ------------ | ------------ | --------------------- |
| Bogdán Ádám      | 24 éves      | 8            | 0            | Bolton Wanderers      |
| Király Gábor     | 36 éves      | 86           | 0            | 1860 München          |
| Megyeri Balázs   | 22 éves      | 0            | 0            | Olimbiakósz           |
| Halmosi Péter    | 32 éves      | 34           | 0            | Haladás               |
| Juhász Roland    | 29 éves      | 72           | 5            | Anderlecht            |
| Korcsmár Zsolt   | 23 éves      | 9            | 0            | Brann                 |
| Laczkó Zsolt     | 25 éves      | 20           | 0            | Sampdoria             |
| Lipták Zoltán    | 27 éves      | 10           | 1            | Győri ETO             |
| Mészáros Norbert | 32 éves      | 3            | 0            | Debreceni VSC         |
| Vanczák Vilmos   | 29 éves      | 63           | 2            | FC Sion               |
| Varga József     | 24 éves      | 14           | 0            | Debreceni VSC         |
| Dzsudzsák Balázs | 25 éves      | 45           | 9            | Gyinamo Moszkva       |
| Elek Ákos        | 24 éves      | 18           | 1            | Diósgyőr              |
| Gera Zoltán      | 33 éves      | 73           | 21           | West Bromwich Albion  |
| Gyömbér Gábor    | 24 éves      | 0            | 0            | Ferencváros           |
| Gyurcsó Ádám     | 21 éves      | 3            | 1            | Videoton              |
| Hajnal Tamás     | 31 éves      | 47           | 5            | VfB Stuttgart         |
| Koltai Tamás     | 25 éves      | 8            | 0            | Győri ETO             |
| Koman Vladimir   | 23 éves      | 21           | 5            | FK Krasznodar         |
| Szakály Péter    | 26 éves      | 3            | 0            | Debreceni VSC         |
| Németh Krisztián | 23 éves      | 8            | 0            | Roda JC               |
| Priskin Tamás    | 25 éves      | 39           | 11           | Alanyija Vlagyikavkaz |
| Szalai Ádám      | 24 éves      | 10           | 5            | Mainz 05              |

 megjegyzés: Az adatok a mérkőzés előtti állapotnak megfelelőek.

## A mérkőzés
A találkozót az Andorra la Vellában található Estadi Comunalban rendezték, 20:30-as kezdéssel. Az első félidő 12. percében a magyar csapat szerezte meg a vezetést, Juhász Roland szöglet utáni fejesgóljával. A 32. percben Vanczák Vilmos harcolt ki tizenegyest, amelyet a csapatkapitány, Gera Zoltán értékesített. A szünetre 2–0-s vendég vezetéssel vonultak a csapatok. A második játékrész 9. percében Szalai Ádám növelte a magyar előnyt, aki szintén fejjel volt eredményes. A 67. percben megfogyatkozott a hazai csapat, Marc Valest állította ki a bosnyák játékvezető. Egy percre rá a csereként beálló Priskin Tamás góljával már 4–0-ra vezetett a magyar válogatott. A végeredményt Koman Vladimir állította be, a 82. percben. Andorra–Magyarország 0–5.
Végig igyekeztünk érvényesíteni az akaratunkat, a játékosok megpróbálták betartani azt a taktikai utasítást, hogy bátran támadják meg a labdát felhozó magyarokat. Elismerem, hogy sok szabálytalanság csúszott a játékunkba, azonban ha nem futballozunk férfiasan, akkor valóban csak asszisztáltunk volna ehhez a mérkőzéshez. Néhány alkalommal eljutottunk a magyar kapu elé, egy védelmi megingás után úgy éreztem, hogy közel álltunk a gólszerzéshez is. Öt gólt kaptunk, azonban a hozzáállást nem kritizálhatom, a futballistáink mindent megtettek azért, hogy emelt fővel jöhessenek le a pályáról. Azt ígérem, hogy a teljes világbajnoki selejtezősorozatban hasonló mentalitással játszunk mindegyik ellenfelünkkel szemben.
Fontos volt a sikeres rajt, az ötgólos győzelemmel jól kezdtük a sorozatot. Ennek ellenére az első húsz perc nem volt könnyű, mert ellenfelünk fegyelmezetten futballozott, időnként a durvaság határát súrolva, és mi támadásban nehezen bontakoztunk ki. Vezetésünk után azonban a saját stílusunkban játszottuk. Az első félidőben idegesen futballoztunk, többet foglalkoztunk a hazaiak keménykedésével, mint hogy egy-két érintéssel futballoztunk volna. A szünet után okosabban, precízebben játszottunk, ezzel is magyarázható a sok helyzet és a három gól. Külön köszönet illeti azt a mintegy kétszáz magyar szurkolót, aki hazai hangulatot varázsolt a pályára, jelentős segítséget jelentve a válogatottnak.

### Az összeállítások
| 2012. szeptember 7. 20:30 |

| Andorra                                                     | 0 – 5               | Magyarország                                                        |
| ----------------------------------------------------------- | ------------------- | ------------------------------------------------------------------- |
| Clemente 20' M. García 32' Moreno 45+2' Vales 67′ Pujol 73' | (0 – 2) Jegyzőkönyv | Juhász 12' Gera 32' (11-esből) Szalai 54' Priskin 68' Koman 82' 20' |

| Estadi Comunal, Andorra la Vella Nézőszám: 600 Játékvezető: Emir Aleckovic (bosnyák) |

| Csapatszínek | Csapatszínek | Csapatszínek |
| Csapatszínek |              |              |
| Csapatszínek |              |              |
|              |              |              |
| Andorra      |              |              |

| Csapatszínek | Csapatszínek | Csapatszínek |
| Csapatszínek |              |              |
| Csapatszínek |              |              |
|              |              |              |
| Magyarország |              |              |

| ANDORRA:             |    |                    |           |
|                      |    |                    |           |
| K                    | 1  | Josep Gómes        |           |
| JV                   | 5  | Emili García       |           |
| V                    | 6  | Ildefons Lima      |           |
| V                    | 23 | Adrián Rodrigues   |           |
| BV                   | 3  | Marc Vales         | 67′       |
| VKP                  | 7  | Marc Pujol         | 73'       |
| VKP                  | 10 | Ludovic Clemente   | 20' 72'   |
| JSZ                  | 8  | Márcio Vieira      |           |
| KTK                  | 9  | Fernando Silva     |           |
| BSZ                  | 21 | Marc García        | 32' 80'   |
| CS                   | 22 | Sergi Moreno       | 45+2' 69' |
| Cserék:              |    |                    |           |
| V                    | 4  | Óscar Sonejee      |           |
| K                    | 13 | Ferran Pol         |           |
| V                    | 15 | Moises San Nicolas |           |
| V                    | 16 | David Maneiro      | 80'       |
| KP                   | 18 | Josep Ayala        |           |
| CS                   | 19 | Sebastián Gómez    | 69'       |
| CS                   | 20 | Iván Lorenzo       | 72'       |
| Szövetségi kapitány: |    |                    |           |
| Koldo Álvarez        |    |                    |           |

| MAGYARORSZÁG:        |    |                  |                            |
|                      |    |                  |                            |
| K                    | 1  | Bogdán Ádám      |                            |
| JV                   | 3  | Vanczák Vilmos   |                            |
| V                    | 2  | Lipták Zoltán    |                            |
| V                    | 4  | Juhász Roland    | 12'                        |
| BV                   | 18 | Laczkó Zsolt     |                            |
| VKP                  | 21 | Korcsmár Zsolt   |                            |
| KP                   | 11 | Koman Vladimir   | 20' 82'                    |
| KP                   | 20 | Hajnal Tamás     | 75'                        |
| JSZ                  | 10 | Gera Zoltán      | 32' (11-esből) a szünetben |
| CS                   | 9  | Szalai Ádám      | 54' 82'                    |
| BSZ                  | 7  | Dzsudzsák Balázs |                            |
| Cserék:              |    |                  |                            |
| CS                   | 5  | Priskin Tamás    | a szünetben 68'            |
| KP                   | 6  | Elek Ákos        | 75'                        |
| V                    | 8  | Varga József     |                            |
| K                    | 12 | Király Gábor     |                            |
| V                    | 13 | Halmosi Péter    |                            |
| KP                   | 15 | Szakály Péter    |                            |
| KP                   | 16 | Gyömbér Gábor    |                            |
| KP                   | 17 | Gyurcsó Ádám     |                            |
| KP                   | 19 | Koltai Tamás     |                            |
| K                    | 22 | Megyeri Balázs   |                            |
| CS                   | 23 | Németh Krisztián | 82'                        |
| Szövetségi kapitány: |    |                  |                            |
| Egervári Sándor      |    |                  |                            |

## Statisztika
| Andorra |                   | Magyarország |
| ------- | ----------------- | ------------ |
| 0       | Gólok             | 5            |
| 7       | Összes lövés      | 17           |
| 2       | Kapura lövések    | 7            |
| 28,5%   | Lövéspontosság    | 41,1%        |
| 2       | Szögletek         | 7            |
| 16      | Szabálytalanságok | 12           |
| 6       | Sárga lapok       | 1            |
| 1       | Piros lapok       | 0            |

További eredmények
| 2012. szeptember 7. | Hollandia  | 2 – 0 | Törökország |
| 2012. szeptember 7. | Észtország | 0 – 2 | Románia     |

Tabella a mérkőzés után
| Csapat       | M | Gy | D | V | G+ | G– | Gk | P |
| ------------ | - | -- | - | - | -- | -- | -- | - |
| Magyarország | 1 | 1  | 0 | 0 | 5  | 0  | +5 | 3 |
| Hollandia    | 1 | 1  | 0 | 0 | 2  | 0  | +2 | 3 |
| Románia      | 1 | 1  | 0 | 0 | 2  | 0  | +2 | 3 |
| Észtország   | 1 | 0  | 0 | 1 | 0  | 2  | –2 | 0 |
| Törökország  | 1 | 0  | 0 | 1 | 0  | 2  | –2 | 0 |
| Andorra      | 1 | 0  | 0 | 1 | 0  | 5  | –5 | 0 |

## Örökmérleg a mérkőzés után
| Andorra |           | Magyarország |
| ------- | --------- | ------------ |
| 0       | Győzelem  | 1            |
| 0       | Döntetlen | 0            |
| 0       | Gólok     | 5            |
| 0/0     | Pontok    | 3/3          |
| 0%      | %         | 100%         |

### Összes mérkőzés
Győzelem
      Döntetlen
      Vereség
| No.       | Dátum         | Helyszín                          | Nézőszám | Mérkőzés     | Eredmény                       | Gólszerző(k)                                                        | Forrás |
| --------- | ------------- | --------------------------------- | -------- | ------------ | ------------------------------ | ------------------------------------------------------------------- | ------ |
| 1. (875.) | 2012. 09. 07. | Budapest, Groupama Aréna          | 1 100    | vb-selejtező | Andorra–Magyarország 0–5 (0–2) | Juhász 12', Gera 32' (11-esből), Szalai 54', Priskin 68', Koman 82' | [ 11 ] |
| 2. (884.) | 2013. 10. 15. | Budapest, Puskás Ferenc Stadion   | 5 000    | vb-selejtező | Magyarország–Andorra 2–0 (0–0) | Nikolics 52', Lima 76'                                              | [ 12 ] |
| 3. (913.) | 2016. 11. 13. | Budapest, Groupama Aréna          | 20 000   | vb-selejtező | Magyarország–Andorra 4–0 (2–0) | Gera 34', Lang 43', Gyurcsó 73', Szalai 88'                         | [ 13 ] |
| 4. (917.) | 2017. 06. 09. | Andorra la Vella, Estadi Nacional |          | vb-selejtező | Andorra–Magyarország 1–0 (1–0) | Rebés 26'                                                           | [ 14 ] |